# Eminium
Eminium es un género de plantas con flores perteneciente a la familia Araceae. Es originario del norte de África hasta el centro de Asia.
El género tiene 8 especies que van desde Turquía para Asia central del sur. También se encuentran en el Oriente Medio. Por lo general se pueden encontrar  en las zonas áridas, en la arena o suelo pedregoso.  El follaje de Eminium se  parece al de Helicodiceros y sus inflorescencias y frutos se asemeja a las del género Biarum.

## Taxonomía
El género fue descrito por Heinrich Wilhelm Schott y publicado en Synopsis Aroidearum : complectens enumerationem systematicam generum et specierum hujus ordinis. I 16. 1856.  La especie tipo es: Eminium spiculatum Kuntze 

## Especies seleccionadas
- Eminium alberti Engl.
- Eminium intortum Kuntze
- Eminium ledebouri Schott
- Eminium rauwolffii (Blume) Schott
- Eminium regelii Vved.
- Eminium spiculatum Kuntze